# Iniciativa Nacional Palestina
Iniciativa Nacional palestina (en àrab: المبادرة الوطنية الفلسطينية, al-Mubādara al-Waṭaniyya al-Filasṭīniyya) és un partit polític palestí dirigit per Mustafa Barghouti.
La seva creació es va anunciar el 17 de juny de 2002 a Ramallah (Cisjordània), amb Haidar Abdel-Shafi, Mustafa Barghouthi i Ibrahim Dakkak al capdavant. El PNI es veu com a "tercera força democràtica" en la política palestina i s'oposa al bipartidisme entre Fatah (a qui acusen de corrupte i no-democràtic) i Hamàs (considerat extremista i fonamentalista).

## Ideologia
La carta fundacional del PNI declara:
"Només a través de l'establiment d'un estat sobirà palestí, independent i viable en tots dels territoris que va ocupar Israel el 1967, amb Jerusalem est com a capital, pot aconseguir una pau justa.
La Iniciativa demana la implementació de les resolucions de les Nacions Unides que exigeixen la retirada de l'exèrcit israelià de Cisjordània i Gaza i es reconegui el dret de retorn de tots els refugiats palestins".
El PNI defineix aquests punts bàsica com objectius col·lectiu de tot el poble palestí, però veu necessari democratitzar i unir el moviment palestí, amb el focus en l'Autoritat Nacional Palestina (ANP). Ha fet campanya extensament per una reforma democràtica dins de la ANP i defensa un govern d'emergència nacional que inclogui totes les faccions (incloent Hamàs) com a mitjans de parar l'autocràcia de la política palestina.
El PNI reclama la proclamació d'una direcció política sola, escollida democràticament i una política única per aconseguir aquests objectius. El PNI defensa que els mètodes van utilitzar haurien de basar-se en una reversió de la intifada i una lluita continuada per mitjans pacífics. No té branca armada, però no renuncia al dret de resistència davant l'ocupació.

## Base social
El PNI està dirigit principalment per intel·lectuals seculars, alguns d'ells membres anteriors del Partit del Poble Palestí. És fortament arrelat en organitzacions de societat civil i té connexions extenses amb suport i ajut estranger.
El PNI ha obtingut algun suport entre exiliats palestins, més notablement l'Edward Said, però és extremadament dèbil o inexistent en general comunitats de refugiats a Jordània, Líban i Síria.
La Iniciativa està dirigida per un secretari general, amb Mustafa Barghouti ocupant el càrrec des de la seva fundació.

## Resultats electorals

### Consell Legislatiu
| Any  | Líder        | Vots   | %    | Escons  | +/– | Pos. |
| ---- | ------------ | ------ | ---- | ------- | --- | ---- |
| 2006 | Salam Fayyad | 26,909 | 2.72 | 2 / 132 | Nou | 5è   |

### Eleccions presidencials
| Any  | Candidat                   | Vots    | %           | Resultat |
| ---- | -------------------------- | ------- | ----------- | -------- |
| 2005 | Suport a Mustafa Barghouti | 156,227 | 20,99 / 100 | Derrota  |